# Малый Пунгул
Малый Пунгул — река в России, протекает в Сямженском районе Вологодской области. Устье реки находится в 47 км по правому берегу реки Большой Пунгул. Длина реки составляет 15 км.
Исток Малого Пунгула находится на Харовской гряде в 19 км к юго-востоку от Сямжи. Река течёт на северо-запад, на правом берегу несколько деревень сельского поселения Житьёвское, включая и административный центр поселения — Житьёво. Другие деревни — Никольское и Соболиха, которая стоит при впадении Малого Пунгула в Большой.

## Данные водного реестра
По данным государственного водного реестра России относится к Двинско-Печорскому бассейновому округу, водохозяйственный участок реки — озеро Кубенское и реки Сухона от истока до Кубенского гидроузла, речной подбассейн реки — Сухона. Речной бассейн реки — Северная Двина.
Код объекта в государственном водном реестре — 03020100112103000005818.